# Günter Franke
Günter Franke (* 26. März 1935 in Schweidnitz, Provinz Niederschlesien; † 27. Februar 2011 bei Berlin) war ein bekannter Architekt in der DDR.

## Leben
Nach einer Ausbildung zum Bauzeichner und dem Abschluss eines Bauingenieurstudiums hatte Franke schon seit den späten 1950er Jahren eine leitende Position beim VEB Industrieprojektierung (Ipro) in Berlin inne. Sein Diplom als Architekt erwarb er 1974 an der Hochschule für Architektur und Bauwesen in Weimar.
1956 war er mit Rudolf Knippel, Karlheinz Reitzig und Horst Schoebel am Bau der BVB-Reparaturhalle in Berlin-Weißensee beteiligt. Seit 1964 war Franke gemeinsam mit Fritz Dieter und Werner Ahrend im Kollektiv zum Bau des Berliner Fernsehturms tätig. 1974 erfolgte der Bau der heute unter Denkmalschutz stehenden Friedenswarte in Brandenburg an der Havel nach seinen Plänen. Mitte der 1980er Jahre arbeitete Franke an der Erweiterung des Flughafens Berlin-Schönefeld. Ab 1984 entwarf er den geplanten Neubau des Hans Otto Theaters am Alten Markt in Potsdam, dessen Rohbau wegen Bürgerprotesten 1990 abgerissen wurde, um die spätere Wiedererrichtung des Potsdamer Stadtschlosses zu ermöglichen. In den 1990er Jahren beschäftigte er sich vorrangig mit dem Bau von Autohäusern.
Franke hatte sich in Eichwalde bei Berlin eines der wenigen Architektenhäuser der DDR-Architekturgeschichte gebaut, ein Nurdach-Haus nach skandinavischem Vorbild. Sein umfangreicher Nachlass befindet sich verstreut in Privatbesitz.